# مسابقات فرمول یک فصل ۲۰۰۲
مسابقات فرمول یک فصل ۲۰۰۲ در سال ۲۰۰۲ میلادی برگزار شد. در این مسابقات میشائل شوماخر (به انگلیسی: Michael Schumacher) از تیم اسکودریا فراری و با موتور فراری به قهرمانی رسید و در مجموع صاحب ۱۴۴ امتیاز شد.